# ¡Grrrr!
¡Grrrr! es el nombre del cuarto álbum de estudio grabado por el grupo mexicano de rock Moderatto, Fue lanzado al mercado por la empresa discográfica EMI Televisa Music el 21 de noviembre de 2006 y el primero en contar con canciones propias en su totalidad. 
Sentimettal se titularía su primer sencillo del disco, el cual al poco tiempo de estrenado, comenzaría a trepar a los primeros puestos de los rankings de popularidad de México, luego le siguen Si mi delito es rockear (me declaro culpable) para finalizar con No hay otra manera canción compuesta por Leonel García, integrante de Sin Bandera. Con este disco el grupo se dio a conocer en Sudamérica y España. El disco se convertiría en oro y platino por vender más de 160 mil copias.

## Canciones
| ¡Grrrr! |                                                 |          |  |
| N.º     | Título                                          | Duración |  |
| 1.      | «Si te vas»                                     |          |  |
| 2.      | «Dame dame»                                     |          |  |
| 3.      | «Sentimettal»                                   |          |  |
| 4.      | «Lo que necesito»                               |          |  |
| 5.      | «No hay otra manera»                            |          |  |
| 6.      | «Verano gris»                                   |          |  |
| 7.      | «Nueva sensación»                               |          |  |
| 8.      | «Nadie me lo quitará»                           |          |  |
| 9.      | «Si mi delito es rockear» (me declaro culpable) |          |  |
| 10.     | «¿Por qué se nos murió?»                        |          |  |
| 11.     | «Lycantrophy»                                   |          |  |

## Colaboradores
Muchos músicos colaboraron para realizar el disco entre ellos están: María Daniela y su Sonido Lasser Drakar, Alejandro Julián Sergi Galante "Ale Sergi  " (Miranda), Leonel García (Sin Bandera), Toño Ruiz (QBO), Memo y Natalia (La Quinta Estación), Áureo Baqueiro, Reyli, Chetes.